# Rita Kőbán
Rita Kőbán (Budapeste, 10 de abril de 1965) é uma ex-velocista húngara na modalidade de canoagem.

## Carreira
Foi vencedora das medalha de Ouro em K-1 500 m em Atlanta 1996 e K-4 500 m em Barcelona 1992.
Foi vencedora das medalhas de Prata em K-4 500 m em Sydney 2000 e Seul 1988.
Foi vencedora da medalha de Prata em K-1 500 m em Barcelona 1992.
Foi vencedora da medalha de Bronze em K-2 500 m em Barcelona 1992.